# Kémoko Camara
Kémoko Camara   (Conakry, 5 d'abril de 1975) és un exfutbolista guineà de la dècada de 2000.
Fou internacional amb la selecció de futbol de Guinea.
Pel que fa a clubs, destacà a KRC Zuid-West-Vlaanderen, a Bèlgica, i breument a Dundee United i East Stirlingshire, a Escòcia.